# Österlandet, Kyrkslätt
För andra betydelser, se Österlandet (olika betydelser).
Österlandet är en ö i Finland. Den ligger i Finska viken och i kommunen Kyrkslätt i den ekonomiska regionen  Helsingfors i landskapet Nyland, i den södra delen av landet. Ön ligger omkring 31 kilometer sydväst om Helsingfors.  Ön ingår i Små Mickelskären.
Öns area är 3,4 hektar och dess största längd är 320 meter i sydväst-nordöstlig riktning.